# Alcalá del Río
Alcalá del Río là một đô thị ở tỉnh Sevilla, Tây Ban Nha. Dân số năm 2005 là 9317 người. Diện tích là 83 km2. Đô thị này nằm ở khu vực có độ cao 30 m trên mực nước biển. Cự ly so với tỉnh lỵ Sevilla là 13 km.